# Лепушнічел (комуна)
Лепушнічел (рум. Lăpușnicel) — комуна у повіті Караш-Северін в Румунії. До складу комуни входять такі села (дані про населення за 2002 рік):
- Лепушнічел (610 осіб)
- Пирвова (565 осіб)
- Шуміца (145 осіб)

Комуна розташована на відстані 311 км на захід від Бухареста, 44 км на південний схід від Решиці, 116 км на південний схід від Тімішоари, 145 км на північний захід від Крайови.

## Населення
За даними перепису населення 2002 року у комуні проживали 1320 осіб.
Національний склад населення комуни:
| Національність | Кількість осіб | Відсоток |
| -------------- | -------------- | -------- |
| румуни         | 1177           | 89,2%    |
| чехи           | 142            | 10,8%    |
| угорці         | 1              | 0,1%     |

Рідною мовою назвали:
| Мова      | Кількість осіб | Відсоток |
| --------- | -------------- | -------- |
| румунська | 1178           | 89,2%    |
| чеська    | 141            | 10,7%    |
| польська  | 1              | 0,1%     |

Склад населення комуни за віросповіданням:
| Релігія       | Кількість осіб | Відсоток |
| ------------- | -------------- | -------- |
| православні   | 1116           | 84,5%    |
| римо-католики | 145            | 11,0%    |
| баптисти      | 52             | 3,9%     |
| п'ятдесятники | 6              | 0,5%     |